# Jordan Belchos
Jordan Belchos (Toronto, 22 giugno 1989) è un pattinatore di velocità su ghiaccio canadese.

## Palmarès

### Mondiali distanza singola
- 4 medaglie:
  - 3 argenti (inseguimento a squadre a Heerenveen 2015; mass start a Salt Lake City 2020; inseguimento a squadre a Heerenveen 2021);
  - 1 bronzo (inseguimento a squadre a Kolomna 2016).